# Trebacosa marxi
Trebacosa marxi là một loài nhện trong họ Lycosidae.
Loài này thuộc chi Trebacosa. Trebacosa marxi được Witmer Stone miêu tả năm 1890.